# 東亰異聞
『東亰異聞』（とうけいいぶん）は、1994年4月に新潮社から出版された小野不由美作の小説である。1999年5月に文庫化（新潮文庫）。
実在の人物も登場するが、本作との関係は無い。

## あらすじ
物語の舞台は、明治時代の帝都・東亰。闇が人のものである時代は終わり、夜は魑魅魍魎が跋扈している。高所に火達磨で現れ火で人を殺し、最後には消えてしまう火炎魔人。夜道で長い爪で人を引き裂く、赤姫姿の闇御前。
それらの正体を調べる新聞記者・平河新太郎は、闇御前に襲われ、幸いにも軽傷で済んだ青年を探し当てる。その青年は鷹司家の当主・常。しかし妾腹の常には同日生まれの、やはり妾腹の異母兄がいて……。

## 登場人物

### 主要人物
平河 新太郎（ひらかわ しんたろう）
帝都日報の記者。東亰の夜の変事を調べている。父は旧会津藩の下級藩士であったが、会津戦争の直前に母と離縁。新太郎は母に連れられて東亰に移り住む。その後、母は裕福な瀬戸物屋の後妻となり、新太郎は家を出たものの金には困らない生活をしている。万造とは新手の大道芸を記事にしようとしていたときに紹介された。
万造（まんぞう）
浅草界隈の大道芸師の顔で、香具師たちの雑用や揉め事の仲裁などを引き受けている、便利屋。そのため香具師たちからの人望は厚い。名前の「万造」は「よろず雑事ひきうけそろ」の「万雑」に由来する通り名で、実名は誰も知らない。
鷹司 常熙（たかつかさ つねひろ）
現在、鷹司家を実質上受け継いでいる青年。「常（ときわ）」と呼ばれている。物腰が柔らかく、温厚。ほっそりとした体型。鷹司熙通卿の妾・沢（さわ）の子で、鷹司家の次男であるが、熙通卿の正妻・初子（はつこ）に手元に引き取られて手厚く養育された。明治9年6月14日生まれ。闇御前に襲われ手を切られた。
左吉（さきち）
常を実の子のように思い、仕えている使用人。非常に小柄な人物で、角ばった顔に濃い眉と三白眼なので決して人相は良くない。火炎魔人に襲われ火傷を負うが、運良く助かった。菊枝を嫌っている。
有田 菊枝（ありた きくえ）
常の恋人。芸者上がりで、花柳界では菊哉という名。口が悪く、一癖ある性格のため馬が合う人間が皆無に等しい。ふくという名の老婆を女中として置いているが、仲は宜しくない。
鷹司 直熙（たかつかさ なおひろ）
鷹司熙通卿の妾・千代の子で、鷹司家長男。軍人を思わせる体格。常と共に熙通卿の正妻・初子に手元に引き取られて養育されるも、熙通卿の死後すぐに牛込の別邸へ追い出される。常と同じ明治9年6月14日生まれ。母の姓を取って「中畑 直（なかはた なおし）」と名乗る事が多い様子。闇御前に襲われ腕を切られた。
中畑 千代（なかはた ちよ）
直の実母。毛利家の流れを汲む長州藩士の娘で熙通卿の妾。地味な着物を着ていたり、針仕事をしたりと普通の家庭の母といった風情。現在は牛込の直宅で生活している。
九条 鞠乃（くじょう まりの）
京都の九条家から一人で鷹司家に出てきた小柄な少女。実家は爵位を持たない、名目だけの華族。東亰に出てきた頃は常の麻布の屋敷にいたが、現在は牛込の直宅に身を寄せている。非常に頭が切れ、新太郎を口で負かしたこともある。
多恵（たえ）
常の下で働く若い女中。熙通卿健在の頃から鷹司家で働いている。闊達に喋り、明るい性格。
鷹司 初子（たかつかさ はつこ）
鷹司熙通卿の正妻。安部晴明を祖に仰ぐ倉橋家の出身。幼い常と直を引き取り、常を次期公爵とし溺愛、11歳の直を牛込に追い出した。また、正妻でありながら妾の者に会おうとすらしなかった。1人で海に出、水死するという謎の死を遂げている。
鷹司 信輔（たかつかさ のぶすけ）
鷹司熙通卿の妾・小里（こざと）の子で鷹司家三男。熙通卿は手元に引き取ろうとしたものの果たせず、京都の倉橋家で育つ。非常に優秀な陰陽師である。通称「輔（たすく）」。
実在の人物であるが、全く関係は無い。
鷹司 信熙（たかつかさ のぶひろ）
鷹司熙通卿の妾・小里の子で鷹司家四男。熙通卿は手元に引き取ろうとしたものの果たせず、京都の倉橋家で育つ。優秀な陰陽師らしいが、少年らしい無邪気な発言が目立つ。通称「熙（ひかる）」。
実在の人物であるが、全く関係は無い。
人形遣い（にんぎょうつかい）
夜に娘（下記）と二人で歌舞伎の一場面を掛け合いで演じている。黒衣姿。夜の者（闇御前・火炎魔人）がお気に入りで、手に入れたいと思っている。
娘（むすめ）
文楽で用いられる町娘の人形であるが、自我があり喋る。首には直接髪が植えられ、首から下も竿ではなく身体がある。人形遣いと歌舞伎の掛け合いを演じているが、哀れな女を演じきれないらしく、人形遣いにからかわれている。

### 夜に跋扈する者
闇御前（やみごぜん）
赤姫姿をした細面の美人。爪のようなもので襲いかかる。狐のような獣とともに現れることが多い。
火炎魔人（かえんまじん）
高台などの高所に現れ、人を襲う全身炎に包まれた者。背後から襲いかかり背中に手形を残し、突き落とす。足跡を残し姿を消す。火炎魔人が現れる前後に奇妙な読売りが現れる。
般若蕎麦屋（はんにゃそばや）
常が闇御前に襲われた際にその付近で目撃された蕎麦屋。それ以降も幾度か目撃されている。また、屋台に般若の絵が書かれ、店主も般若の面を被っている。商いをする様子もなく、帝都を徘徊している。
読売り（よみうり）
縞の長着に深編み笠を目深に被り、「珍妙珍奇囃替（ちんみょうちんきはなしがえ）」と書かれた大きな木箱を背負っている。火炎魔人が現れる前後に現れ、目撃されている。江戸っ子口調。
人魂売り（ひとだまうり）
法被を着、大人の拳ほどの光の玉が入った袈裟を持つ者。酔ったようにふらつきながら歩き、幾度が目撃されている。袈裟に入った光玉の数はその時々によって変わる。人魂売りが目撃された後、行方不明者が出るのだがその数は光玉の数に比例している。
辻斬り（つじぎり）
黒紋付に平袴、白襷に白鉢巻、刀を腰に携えた居合い抜きの姿をした男。首遣いとともに現れ、首を刎ねる。
首遣い（くびつかい）
辻斬りとともに現れ、髪を振り乱した生首だけが浮遊する。その首は辻斬りに斬られた者に似ており、老若男女さまざま。
易者（えきしゃ）
一見すると唐辛子売りにも見える唐人姿をした老爺。丸い石の皿を用いて占う。音もなく現れ、立ち去る。

## 書誌情報
- 四六判 1994年4月 新潮社 ISBN 9784103970019
  - 1993年の第5回日本ファンタジーノベル大賞の受賞は逃すも、刊行される。
- 文庫判 1999年5月 新潮文庫 ISBN 9784101240220

## 漫画版
梶原にきにより漫画化されている。『月刊コミックバーズ』2001年10月号から2003年8月号まで連載。単行本は幻冬舎コミックスで全4巻。スペシャル版全2巻。
エピソードが多少前後したり登場人物の会話が一部省略されるなど、いくつかの改変がある。